# Walters, Oklahoma
Walters är en ort (city) i Cotton County i delstaten Oklahoma i USA. Orten hade 2 412 invånare, på en yta av 21,51 km² (2020). Walters är administrativ huvudort (county seat) i Cotton County.

## Kända personer från Walters
- Van Heflin, skådespelare